# Sadayoshi Andō
Sadayoshi Andō (jap. 安東 貞美  Andō Sadayoshi; także Andō Teibi, ur. 21 września 1853 w Iidzie, zm. 29 sierpnia 1932) – generał Cesarskiej Armii Japońskiej, dowódca dywizji podczas wojny rosyjsko-japońskiej, gubernator generalny Tajwanu od maja 1915 do czerwca 1918.
Urodził się w hanie Iida; w 1870 wstąpił do szkoły wojskowej w Osace. Służył w czasie rebelii Satsumy, podczas której został ranny. W chwili wybuchu wojny rosyjsko-japońskiej Andō dowodził, w stopniu generała-majora, 19. Brygadą Piechoty; awansowany na generała-porucznika w styczniu 1905 objął komendę nad 10. Dywizją (wchodzącą w skład 4. Armii).
Po wojnie otrzymał tytuł barona (1907) i w latach 1911–1915 dowodził garnizonem Korei. Awansowany na najwyższy stopień generalski w 1915 i mianowany gubernatorem generalnym Tajwanu. Tuż po objęciu przez niego rządów  w kwietniu 1915, wybuchło ostatnie większe powstanie antyjapońskie na wyspie, tzw. Incydent Tapani lub Incydent Xilaian. Powstańcy zaatakowali wioskę Tapani, ale japońska żandarmeria odparła atak i krwawo spacyfikowała sąsiednie wsie. Powstańcy zostali okrążeni, ale część zdołała się ukryć w górach i ostatnich złapano dopiero w połowie następnego roku. Łącznie 1003 osoby zostały w dwóch procesach skazane za śmierć, z czego stracono 134 ludzi, a pozostałym gubernator zmienił wyroki z okazji intronizacji cesarza Yoshihito.
Stłumiwszy powstanie, gubernator kontynuował prorozwojową politykę swego poprzednika. Rozbudował linie kolejowe: z Tajpej przez Yilan do Su’ao; z Kaohsiungu przez Pingdong do Fangliao; z Hualianu do Taidongu. To ostatnie miasto zyskało połączenie drogowe przez góry z Fangliao, podobnie jak Hualian z Su’ao, domykając połączenia komunikacyjne. Łącznie na inwestycje drogowo-kolejowe wydano 14 mln jenów. Inną budową dokończoną w tym czasie był Pałac Gubernatorski w Tajpej (obecnie Pałac Prezydencki). Rząd gubernatorski inwestował też poza wyspą, budując szpitale w Kantonie, Xiamenie i Fuzhou, służące mieszkającym i pracującym tam Tajwańczykom; w tych ostatnich dwóch miastach otworzył filie Banku Tajwanu, podobnie jak w Singapurze i Manili. Inwestycje obejmowały też gazety w Fuzhou i Xiamenie. Wszystkie te posunięcia przygotowywały japońską ekspansję w Azji Południowo-Wschodniej, dla której Tajwan stawał się bazą wyjściową.
Andō zezwolił też na rozwój szkolnictwa dla Chińczyków na Tajwanie; m.in. powstała wówczas pierwsza szkoła średnia dla dziewcząt (w Tajpej w 1917), a Li Xiandang otrzymał pozwolenie na zbudowanie w Taizhongu męskiej szkoły średniej. Rozwój edukacji postępował dalej za następnego gubernatora Motojirō Akashiego, który przejął od Andō stanowisko w połowie 1918 roku. Sam Sadayoshi Andō, skończywszy karierę gubernatora, przeszedł na emeryturę.
Jego siostrzeńcem był etnolog i badacz folkloru Kunio Yanagita (1875–1962).

## Odznaczenia
- 1878 Order Wschodzącego Słońca V klasy
- 1884 Order Wschodzącego Słońca IV klasy
- 1893 Order Świętego Skarbu III klasy
- 1895
  - Order Wschodzącego Słońca III klasy[6]
  - Medal Wojskowy za Wojnę Chińsko-Japońską 1894-1895 (明治二十七八年従軍記章)[7]
- 1902 Order Świętego Skarbu II klasy[8]
- 1906
  - Order Złotej Kani  III klasy[9]
  - Order Wschodzącego Słońca I klasy[9]
  - Medal Wojskowy za Wojnę Rosyjsko-Japońską 1904-1905[10]
- 1907 tytuł barona (男爵)[11]
- 1915 Pamiątkowy Medal Wstąpienia na Tron Cesarza Yoshihito (大礼記念章)[12]
- 1932 Order Wschodzącego Słońca z Kwiatami Paulowni (旭日桐花大綬章)[13]